# Anti-NMDA-Rezeptor-Enzephalitis
Die Anti-NMDA-Rezeptor-Enzephalitis ist eine Entzündung des Gehirns (Enzephalitis), bei der Antikörper gegen den NMDA-Rezeptor nachweisbar sind.

## Einordnung, Häufigkeit und Risikogruppen
Die Anti-NMDA-Rezeptor-Enzephalitis wurde erstmals 2007 beschrieben. Die Erkrankung steht in einer Reihe mit anderen bisher unerkannten entzündlichen Erkrankungen des Gehirns (bspw. PIBS, PANS), die seit dem Jahr 2000 erforscht und beschrieben wurden. Belastbare Daten zur Häufigkeit der Anti-NMDA-Rezeptor-Enzephalitis liegen noch nicht vor. Etwa 80 % der Erkrankten sind Frauen und Mädchen. Das durchschnittliche Erkrankungsalter ist 23 Jahre.
Auch andere Säugetiere können an einer Anti-NMDA-Rezeptor-Enzephalitis erkranken. Der Anfall, der 2011 zum Ertrinken des Berliner Eisbären Knut führte, wurde auf diese Erkrankung zurückgeführt.

## Symptome
Die Erkrankung beginnt oft mit einem grippeähnlichen Vorstadium, Schlaflosigkeit, Appetitlosigkeit, Verwirrtheit, gefolgt von psychischen Symptomen wie Angst, Erregung, bizarrem Verhalten, Wahn und Halluzinationen. Ein großer Teil der Patienten gelangt zunächst in psychiatrische Behandlung. Innerhalb weniger Wochen kommen epileptische Anfälle und Katatonie-ähnliche Bewusstseinsstörungen hinzu.
In diesem Stadium können an weiteren Symptomen unfreiwillige Bewegungen, Schluckstörungen (Speisen und Getränke können nicht mehr selbst zu sich genommen werden), Bewegungsunfähigkeit, Atemstörungen, Herzrhythmusstörungen, Blutdruck- und Temperaturschwankungen sowie Sprech-Aussetzer (kompletter Verlust der Sprache) auftreten. Es handelt sich um eine schwere Erkrankung, die Patienten werden oft über längere Zeit auf Intensivstationen behandelt.
Nach Einzelfallberichten kann die Anti-NMDA-Rezeptor-Enzephalitis bei älteren Kindern zu akut beginnenden, autismusähnlichen Symptomen (late onset autism) führen.

## Ursache, Diagnostik
Die Anti-NMDA-Rezeptor-Enzephalitis ist eine Autoimmunerkrankung. Der Körper bildet Abwehrstoffe (Antikörper) gegen den NMDA-Rezeptor, ein Protein, das bei der Signalübertragung im Gehirn eine wichtige Rolle spielt. Bei etwa 60 % der erwachsenen Patienten findet man ein Teratom, das unter anderem Nervenzellen enthält. Bei diesen Patienten ist die Anti-NMDA-Rezeptor-Enzephalitis ein paraneoplastisches Syndrom. Teratome werden bei Kindern und Jugendlichen sehr selten gefunden. Bei anderen Patienten findet man keine zugrunde liegende Erkrankung.
Der Verdacht wird anhand des klinischen Syndroms und einer meist erhöhten Zellzahl in der Gehirn-Rückenmarks-Flüssigkeit (Liquor cerebrospinalis) gestellt und durch den Nachweis von Antikörpern gegen NMDA-Rezeptoren im Liquor oder Serum (Blut) gesichert.
Viele der Erkrankten haben EEG-Veränderungen. Nur ungefähr die Hälfte der Erkrankten zeigt in der Magnetresonanztomographie Veränderungen des Gehirns.

## Behandlung, Prognose
Man versucht, mit Hilfe von immunsuppressiven Medikamenten die fehlgeleitete Abwehrreaktion des Körpers zu unterdrücken. Am häufigsten werden Glucocorticoide und intravenöse Immunglobulingabe benutzt. Findet man einen Tumor, so wird dieser entfernt.
Über eine sogenannte Plasmapherese werden die Antikörper aus dem Blut herausgefiltert und durch einen Antikörperersatz ersetzt.
Ungefähr 75 % der Patienten werden gesund oder überleben mit nur leichten neurologischen Problemen. Etwa 21 % der Betroffenen überleben mit schweren neurologischen Schäden, geschätzte 4 % der Patienten sterben an den Folgen der Erkrankung.
Nach neueren Untersuchungen zeigt gut die Hälfte der Patienten, die mit einer immununterdrückenden Therapie behandelt werden, bereits nach vier Wochen eine Verbesserung. Bei über 80 % wurde in dieser Studie eine vollständige oder zumindest sehr gute Genesung beobachtet und 12 % hatten innerhalb von zwei Jahren einen Rückfall.
Die Prognose ist besser bei Patienten, bei denen ein Tumor gefunden und entfernt wird. Es besteht bei den meisten Erkrankten ein bleibender Gedächtnisverlust (Amnesie) für die Dauer der Erkrankung. Rückfälle sind möglich. Wird die Krankheit frühzeitig erkannt, und auch richtig behandelt, ist die Aussicht auf vollständige Genesung sehr gut. Die Patienten müssen in verschiedenen Therapien wieder alles lernen, Physiotherapie (Bewegung), Logopädie (Sprechen und Schlucken) und Ergotherapie (Bildliche Wahrnehmung und Gedächtnis).
Eine Studie der Charité und des DZNE konnte 2016 zeigen, dass der Proteaseinhibitor Bortezomib zu einer raschen klinischen Verbesserung bei schweren Verläufen der Erkrankung führt. Das Medikament eliminiert die Antikörper-produzierenden Plasmazellen, wodurch die Anzahl der Antikörper abnimmt und somit auch die Symptomatik besser wird.